# Agnese Duranti
Agnese Duranti (Spoleto, 18 de dezembro de 2000) é uma ginasta italiana, medalhista olímpica.

## Carreira
Duranti conquistou a medalha de bronze nos Jogos Olímpicos de Verão de 2020 em Tóquio na prova feminina por equipes da ginástica rítmica, ao lado de Martina Centofanti, Alessia Maurelli, Daniela Mogurean e Martina Santandrea, com um total de 87.700 pontos na sua performance.